# Bullis (bướm)
Bullis là một chi bướm ngày thuộc họ Lycaenidae.

## Danh sách loài
- Bullis buto (de Nicéville, 1895)
- Bullis elioti (Corbet, 1940)
- Bullis stigmata (Druce, 1904)